# 喷药车
喷药车（英語：Spraying car）是灑水車的一种衍生产品，主要用于园林、高尔夫场地的农药喷洒。雾化距离可达50米，药液覆盖范围广、穿透力强，也因此可以节约药液。

## 结构特征

### 基本构造
喷药车主要构造有：二类底盘（含车头），柴油发动机，水罐，水泵，喷头和雾化装置。由于和普通洒水车结构类似，也可由洒水车在后工作台加装雾化装置实现喷药车同样的作用

### 核心装置
喷药车后部的雾化装置通常有两种。其一是喷药卷盘，由于成本低廉体积小巧重量轻便，适合用于要求不高的场合。另一种常见的是风送式喷药机，虽然体积较大但是对药液的雾化程度高，喷洒范围广。

## 安全措施
配备气刹制动，ABS防抱死系统，罐体仓内1.5米一道防荡隔板。配备消防接口以处理应急情况。

## 保养及维修
1.认真阅读生产厂家提供的使用说明书。
2.尽量避免无水空转导致烧毁水泵。
3.冬季使用结束后应及时排净管道和水泵中残留的液体。
4.当洒水气动操纵系统气路发生漏气，又无法及时排除时，可将汽车储气筒接出的铜管接头旋下，以切断操纵系统气路。用丝堵旋紧储气筒上相应气孔，以免影响汽车刹车制动系统正常工作。
5.须停放在通风、干燥、防晒及确保有消防设施的场所。
6.闲置贰月以上后再使用之前应严格按使用说明书要求进行检查、维护及保养。